# Sampson (Schiff, 2007)
Die USS Sampson (DDG-102) ist ein Lenkwaffenzerstörer der United States Navy und gehört der Arleigh-Burke-Klasse an. Sie ist nach Admiral William Thomas Sampson benannt, der im Spanisch-Amerikanischen Krieg in der Schlacht von Santiago de Cuba einen Sieg für die US Navy errang.

## Geschichte
DDG-102 wurde 2002 in Auftrag gegeben und gehörte damit der ersten im neuen Jahrtausend genehmigten Charge an. Die Kiellegung fand im März 2005 bei Bath Iron Works statt. Der Bau dauerte rund eineinhalb Jahre. Dementsprechend fanden Stapellauf und Schiffstaufe im September 2006 statt. Taufpatin war Mrs. Clara Parsons, die Urenkelin des Admirals.
Darauf folgte die Endausrüstung des Schiffes an der Pier sowie die Werfterprobungsfahrten. Die offizielle Indienststellung in die Flotte der US Navy fand am 3. November 2007 im Hafen von Boston statt. Die Sampson wurde daraufhin in San Diego stationiert und fährt in der Pazifikflotte. Der erste Einsatz begann im Juli 2009 als Geleitschutz der Nimitz und führte den Zerstörer ins Arabische Meer. Im Sommer 2010 nahm die Sampson an der multinationalen Übung RIMPAC teil, im August 2011 dann an der Seattler Seafair.